# Tina De Paolis
Tina De Paolis, pseudonimo di Concetta De Paola (Napoli, 18 novembre 1934), è una cantante italiana.

## Biografia
L’esordio avviene nel 1949 quando con Franco Ricci, Amedeo Pariante e altri, prende parte all’audizione di Piedigrotta Cioffi inquadrata nella rivista di Gigi Pisano Bruttezze al bagno. Nello stesso anno partecipa alla rivista di Carullo e Pauchet Napoli che non se ne va con Gino Ruggiero, Mariella Ginosa e Nino Re. Tiene, poi, dei concerti al teatro Leopardi con Ferdinando Rubino e Isa Landi.
Nel 1950, dopo una lunga selezione, entra nel team di Radio Napoli e inizia a trasmettere con l’Orchestra Vinci.
Nel 1952, firma un contratto discografico con l’etichetta Fonit e incide il primo disco: ‘O munaciello ‘e notte, brano tratto dalla Piedigrotta Giba tenutasi nello stesso anno.
L’anno dopo trionfa alla rivista di Totò e Capodanno Comme se fanno ‘e canzone con Gabriele Vanorio, Mario Abbate, Ennio Romani e altri. Accompagnata dall’orchestra diretta da Luigi Perfetti canta Simpaticona di Riccio e Marchese e Vesuviana di Celentano e Capodanno. Nello stesso anno, partecipa alla rivista di Amedeo Greco Poesia e canzoni con Nino Nipote, Agostino Salvietti, Aurelio Fierro e Alberto Amato.
Nel 1954, prende parte alla Piedigrotta Argoss con Katyna Ranieri e Franco Ricci e alla seconda edizione del Festival di Salerno con Aurelio Fierro, Gabriele Vanorio e Enza Dorian.
Nel 1955, firma un contratto discografico con l’etichetta CGD e debutta con il disco Acqua ‘e maggio. Poi, con Luciano Glori, Maria Longo e Franco Pace partecipa alla terza edizione del Festival della Canzone di San Arsenio di Salerno. Sempre nel 1955, partecipa al secondo Festival della Canzone Napoletana del Dopolavoro Postelegrafonico con Maria Longo, Nunzio Gallo e Luciano Glori e si aggiudica il Festival Comunale della Canzone con il motivo ‘Nnammurata e marenare. A teatro, prende parte alla rivista dell’orchestra Anepeta Si va in onda a Marechiaro con Luisa Poselli, Fiorenzo Fiorentini e Sergio Bruni.
Nel 1956, si unisce alla formazione di Alberto Amato e va in scena con la sceneggiata Senza guapparia. Inoltre, continua a trasmettere alla radio con l’orchestra Anepeta e si unisce in matrimonio con il cantante Enrico Fiume. Nel 1958, firma con l’etichetta discografica Durium e inizia a incidere canzoni con la Royal. Nello stesso anno si aggiudica il Festival di Procida con la canzone Procida suonne celeste di Mancini e Domenico Pirozzi cantata in duetto con Enrico Fiume. Nel 1959 incide il brano Suttanella e cazunciello, duettando con Mario Trevi, quest'ultimo al suo debutto discografico.
Poi, con la nascita del primogenito, si ritira a vita privata.

## Discografia parziale

### Singoli
- 194* - Nun me voglio avvelenà (Fonit 9263-B)
- 1955 – Acqua 'e maggio/'A zetella (e lu paese) (CGD, PV 2057)
- 1955 – Zì Carmilì/Perzechè (CGD, PV 2058)
- 1956 – E vienetenne ammore/Ma che vo' (CGD, PV 2190)
- 1956 – Siente sie'/Carufaniello (CGD, PV 2191)
- 1956 – Pota po'/'A quaterna (CGD, PV 2210)
- 1956 – Suspiranno 'na canzone/Peppiniello 'o trumbettiere (CGD, PV 2211)
- 1956 – Piccerella/Palummella (CGD, PV 2212)
- 1956 – Nun 'o vuo' capì/Maria la spagnola (CGD, PV 2230)
- 1956 – 'O mammone/Castagnarella (CGD, PV 2231)
- 1956 – Curre curre ciucciarie'/Sciu Sciu (CGD, PV 2232)
- 1956 – T'è piaciuta/Lallari' lallara' (CGD, PV 2233)
- 1959 - Suttanella e cazunciello/Napulione 'e Napule (Royal, QCN 1041) con Mario Trevi
- 1959 – Cerasella/'O destino 'e ll'ate (Royal, QCN 1045)